# CD Ilunion Madrid
Le CD Ilunion, nommé Fundosa Once Madrid jusqu'en 2014, est un club espagnol de basket-ball en fauteuil roulant localisé à Madrid depuis 1994. Il compte parmi les plus importants clubs d'handibasket d'Europe et domine depuis sa création le championnat espagnol. Il dispose de plus de nombreux internationaux, dont le britannique Terry Bywater qui mène l'équipe jusqu'à son deuxième titre de champion d'Europe en 2016, après le sacre de 1997, et les deux finales perdues en 2014 et 2015. L'équipe réalise le doublé en 2017 mais échoue en 2018, largement dominé en finale par les Allemands de Thüringia Bulls, pour ce qui était sa cinquième finale européenne consécutive.

## Palmarès
International,
- Coupe des Clubs Champions (EuroCup 1) :
  - 1995 :  3e place
  - 1996 :  Vice-champion d'Europe
  - 1997 :  Champion d'Europe
  - 1998 :  Vice-champion d'Europe
  - 2001 : 4e place
  - 2002 : 4e place
  - 2003 :  Vice-champion d'Europe
  - 2005 : 6e place
  - 2006 : 4e place
  - 2007 : 5e place
  - 2008 : 5e place
  - 2009 : 5e place[4]
  - 2010 : 7e place[5]
  - 2011 : 6e place[6]
  - 2012 : 4e place[7]
  - 2013 :  3e place[8]
  - 2014 :  Vice-champion d'Europe[9]
  - 2015 :  Vice-champion d'Europe[10]
  - 2016 :  Champion d'Europe[11]
  - 2017 :  Champion d'Europe
  - 2018 :  Vice-champion d'Europe[12]
  - 2019 :  Vice-champion d'Europe[13]
  - 2021 :  3e place
  - 2022 :  Vice-champion d'Europe
  - 2023 :  3e place
  - 2024 : 4e place
  - 2025 :  3e place

National
- Champion d'Espagne : 1995, 1996, 1997, 1998, 1999, 2000, 2001, 2002; 2007; 2009; 2012, 2013
- Vice-champion d'Espagne : 2003; 2008; 2010, 2011
- 3e du championnat d'Espagne : 2004, 2005, 2006
- Coupe du Roi (Copa del Rey) : 1995, 1996, 1997, 1998, 1999, 2000, 2001 (2e), 2002 (2e), 2003 (3e), 2004 (2e), 2005 (2e), 2006 (3e), 2007, 2008, 2009, 2011, 2012, 2013

## Joueurs célèbres ou marquants

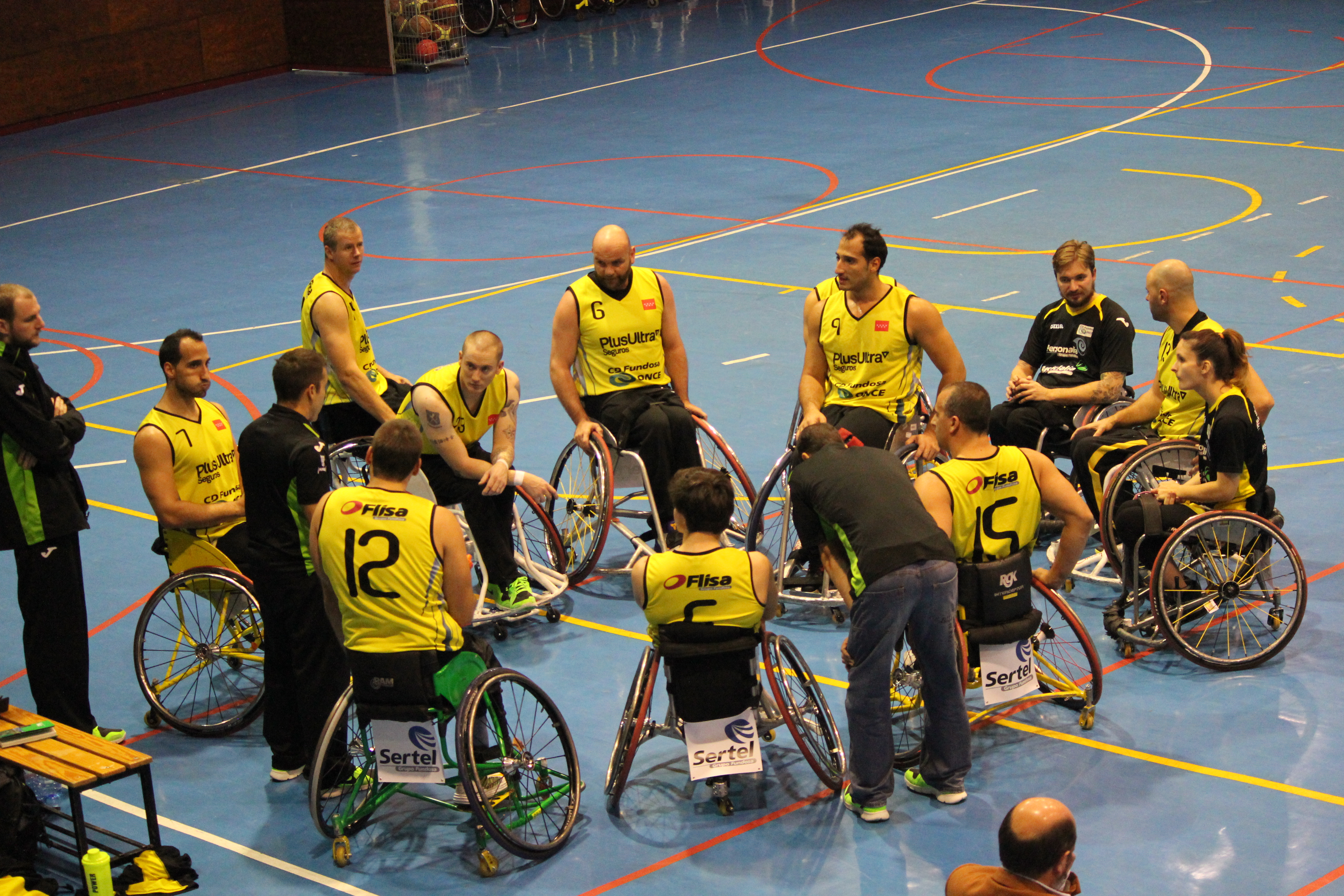
L'équipe en 2013

- Alejandro Zarzuela
- Petr Tucek
- Terry Bywater